# MGM-51 (ミサイル)
MGM-51 シレイラ
M551シェリダン空挺戦車から発射されるMGM-51
- 用途：対装甲車両攻撃
- 分類：対戦車ミサイル
- 製造者：フォード
- 運用者：アメリカ（アメリカ陸軍）
- 生産数：約88,000発
- 運用状況：退役

MGM-51 シレイラ（英: Shillelagh）は、アメリカ合衆国のフォードによって開発されたアメリカ陸軍の対戦車ミサイルである。MGM-51は、通常の砲から発射できるように設計され、当初、1960年代-1970年代にかけての装甲戦闘車両用の短距離、中距離、長距離攻撃システムのうち中距離部分を担うことを目的としたが、目的を達成する代わりにその設計思想の実現が困難であることが判明した。

## 開発経緯
第二次世界大戦における装甲技術の急速な進歩で、大戦期の最も大きな対戦車砲から発射される砲弾からも戦車は生き残ることができるようになっていた。新世代の砲、特にイギリスの105mm L7は、新型戦車に対処することができたが、更に次の世代において必要とされる砲が実用性を考えるとあまりにも大きくなるものと予想するに難くなかった。
対戦車砲の大型化の代わりに、アメリカ陸軍は1950年代にHEAT弾に集中し始めた。HEAT弾による貫通能力は砲弾の速度に依存しないため、より軽量の砲から低速で発射することを可能にした。また、HEAT弾は口径が大きいほど大威力となるため、大口径低速砲は優れた突撃砲車両を産み出すことになる。しかし、その一方で砲弾の低速度化は、より長距離での照準が難しさを増すことも意味する。そこで、同軍は、数百ヤードを越える目標のために誘導ミサイルを使ってこの問題に対処することを期待した。
1958年に、アメリカ陸軍は技術水準がそのような設計の研究を始めるために十分に進歩したものと判断し、1959年6月に、スペリーとフォード・エアロニュートロニックは短射程用途を満足する設計を要求された。フォードは契約を得て、XM13の研究を開始した。最初の試射は1960年に実施され、MGM-51Aとして知られている限定生産型は1964年に生産が始まった。

## 特徴

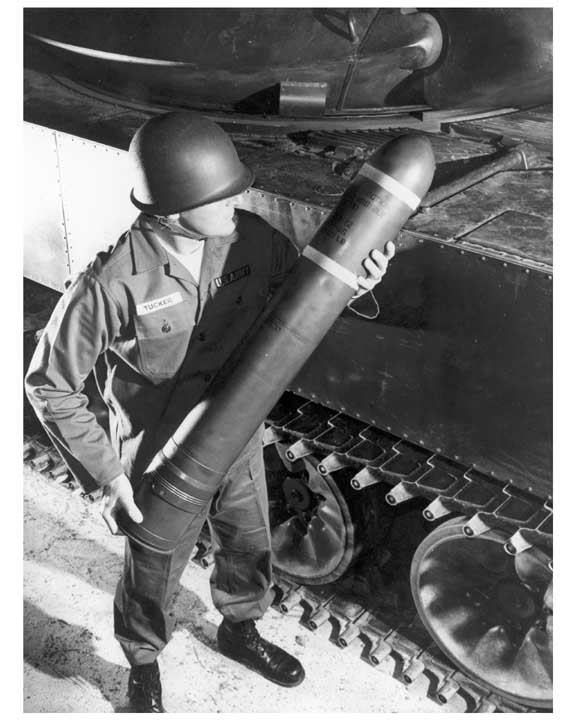
MGM-51の弾体を持ったアメリカ軍の兵士。弾体の大きさがよく判る

基本システムは、当時としては全く先進的なものだった。ミサイル本体は最後部に折り畳み式のフィンを持つ長い筒から成り、後部に取り付けた小さな爆薬でM81 ガンランチャーから推しだされる。ミサイルが砲を離れるとフィンが展開し、ロケット・モーターが点火する。ミサイルが砲身の中にある間に回転してしまわないように、ミサイルに取り付けられた小さな「キー」が、ライフル砲の内側に切られたまっすぐな溝（キー・スロット）に沿って進むようになっている。ミサイルの照準は単純で、砲手が射撃照準器の視界に目標を維持しておくだけで、照準システムの電子機器が光学的にミサイルを追跡し、テレビ遠隔操作と同様の赤外線リンクを通して飛行経路補正信号を送信する。砲手はこのシステムで、概ね優れた命中率を成し遂げることができた。

## 運用
M81/MGM-51は、M551シェリダンに最初に配備され、最初はそのシステムの価値を証明するかに見えた。シェリダンは空中輸送でき、火力支援を空挺部隊に提供するように設計されたアルミニウム装甲の軽AFVであった。通常弾を装備したM81がこの任務に優れているとわかったが、空挺部隊が特に必要とした対戦車用途にはほとんど役に立たないものであった。そこで、MGM-51が対戦車用途を引き継ぎ、主力戦車に匹敵する打撃力を小型車両に提供することになった。
しかし、使用していくうちにこのシステムは実用的でないことが判明してきた。MGM-51は通常弾よりかなり大きくかさばったため、シェリダンでは少数しか運搬できなかった。典型的な搭載弾は、MGM-51 ミサイル 8基とM409 HEAT弾20発だけであった。そのうえ、車両上のレイアウトの都合で発射車両から730m（800yd）までミサイルがガン/トラッカー・システムの視野に入らず、そこからしかミサイルを誘導し始めることができなかったため、最小射程が非常に長いことが判明した。M409 HEAT弾の最大有効射程がシレイラの最小射程よりも短かったため、当該システムにはその範囲の距離にいる目標には対処できない「デッドゾーン」があった。
一方、最大射程は2,000m（2,200yd）までであったが、アメリカ陸軍は改善の余地があると判断し、1963年にフォードに対して長射程型を研究する契約を与えた。その翌年、同社は弾体長をわずかに大型化した設計を陸軍に提出した。新型のMGM-51Bの試射は次の5月に始まると、1966年10月に生産が開始された。その後、システムには射程以外にひとつだけ変更があった。試験において、発射を繰り返すと砲身のキー・スロットに亀裂が入ることが判明したため、更なる研究の後、より適切な浅めのスロットに変更された型のM81E1/MGM-51Cが生産された。

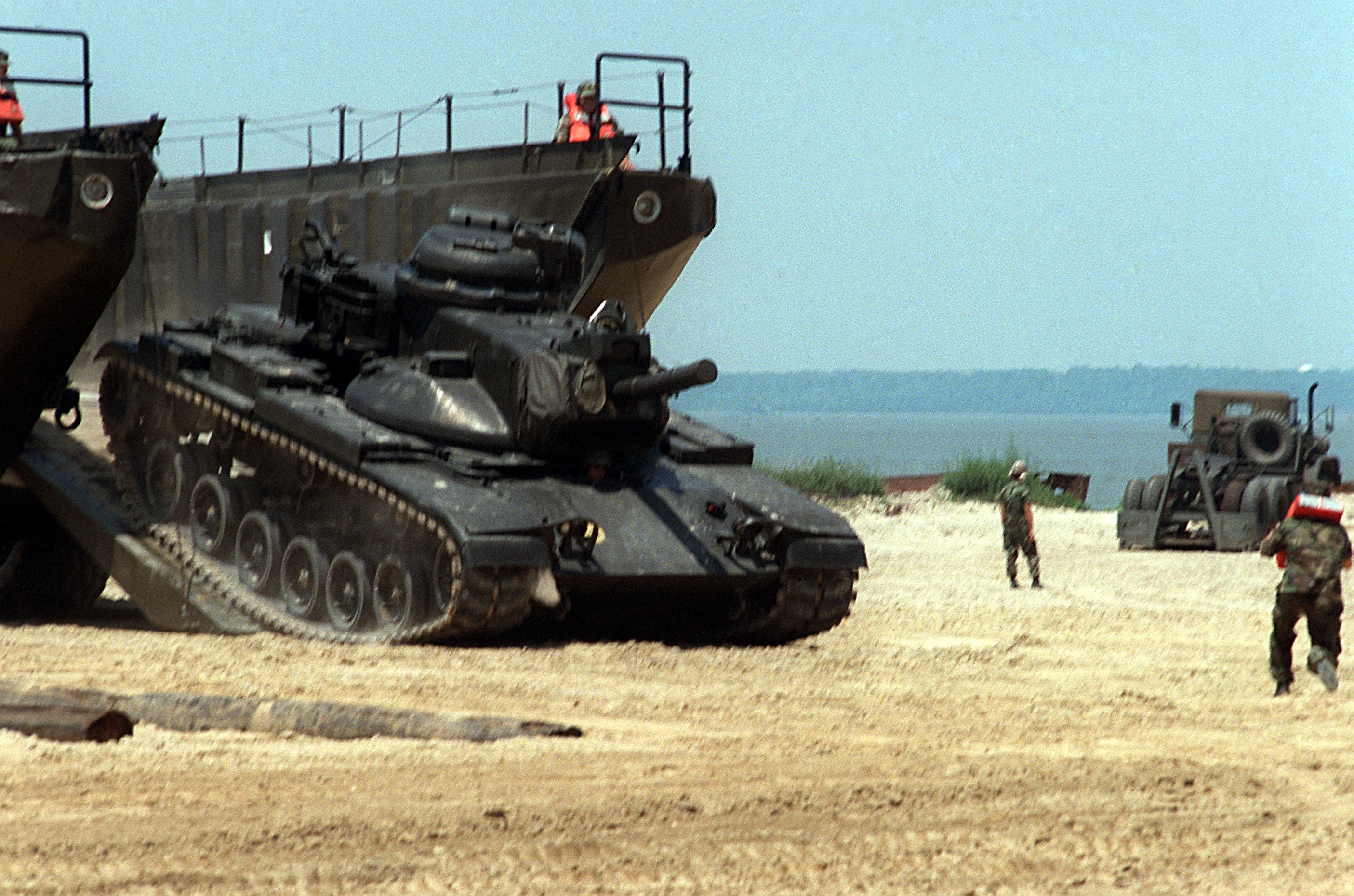
MGM-51 シレイラを発射可能なガンランチャーを装備したM60A2

これらの問題がありはしたものの、システムはそれが空挺戦車を実現する唯一の実用的な方法であるということは明らかであった。しかし、それがすべての戦車の主武装としてその当初の役割を果たすことができるかどうかの問題は未解決のままだった。陸軍は、1960年代に既存のM60パットン用のシステム搭載砲塔の開発を始めたが、問題が解決される1971年まで、実際の導入契約を結ばなかった。新型砲塔を搭載したM60A2は1974年に運用が開始されたが、整備性が悪く、信頼性の問題が解決されなかったため、1980年に速やかに退役した。
シレイラ・システムに基づく最も野心的なプロジェクトは、1963年に始まったアメリカ・西ドイツ共同設計のMBT-70先進主力戦車であった。MBT-70は、操縦士の搭乗スペースがないほど非常に短いシャーシの上に大型の自動装填砲塔を取り付けるというものだった。その代わりに、操縦士を戦車の前方に向けたままにする旋回キューポラで、操縦士も他の乗員と砲塔内に位置した。戦車砲は、通常の砲弾の射程と精度を引き上げる新設計のXM-150長砲身砲であった。しかし、プロジェクトが長引き、1969年に車両単価見積りが5倍に引き上げられたため、西ドイツは開発から手を引くことになった。アメリカ陸軍はシステムの「カット・ダウン（縮小）」バージョンを提案したが、アメリカ議会は1971年11月に提案をキャンセルし、その翌月からMBT-70のために用意された資金でM1エイブラムス計画を開始した。
MGM-51 シレイラは1971年まで生産され、それまでに88,000発が生産された。

## 類似システム
ソビエト連邦は、125mm砲システムから発射される、MGM-51と類似した9M119（NATOコードネーム AT-11 スナイパー）を開発しており、それはレーザー・ビームライディング誘導装置および爆発反応装甲を取り付けている車両を破壊するタンデム弾頭を持ち、T-80/72M戦車で使用された。
イスラエルも、西側標準のL7 105mm砲やラインメタル製120mm滑腔砲から発射可能なLAHATを開発した。LAHATは、セミアクティブ・レーザー誘導装置とタンデム弾頭を備えており、メルカバ Mk 4にはLAHATの運用能力が標準装備されているうえに、ミサイル照準用レーザー照射装置と信管調整装置さえ搭載すれば既存の西側製戦車のほぼ全車種で運用可能である。

## 仕様
出典：Designation-Systems.Net

### MGM-51A
- 全長：1.11m（3ft 7.7in）
- 翼幅：29.2cm（11.5in）
- 直径：15.2cm（6in）
- 発射重量：26.8kg（59.1lb）
- 射程：2,000m（6,600ft）
- 機関：アモコ・ケミカルズ 固体燃料ロケット・モーター
- 弾頭：6.8kg（15lb）成形炸薬弾頭

### MGM-51B/C
- 全長：1.15m（3ft 9.4in）
- 翼幅：29.2cm（11.5in）
- 直径：15.2cm（6in）
- 発射重量：27.8kg（61.3lb）
- 射程：3,000m（10,000ft）
- 機関：アモコ・ケミカルズ 固体燃料ロケット・モーター
- 弾頭：6.8kg（15lb）成形炸薬弾頭